# 阿諾德·哈柏格
阿諾德·卡尔·哈柏格（英語：Arnold Carl Harberger，1924年7月27日—）是一名美國經濟學家，以他名字命名的哈伯格三角在福利經濟學中廣泛使用。
哈伯格在約翰·霍普金斯大學完成了經濟學學士學位。在1947年，他完成了MA。在1950年，他在美國芝加哥大學獲得經濟學博士。哈伯格在約翰霍普金斯大學任教後，他回到芝加哥（從1953年到1982年）。自1984年以來，他一直與美國加州大學洛杉磯分校有聯繫。哈伯格能說一口流利的西班牙語。

## 外部連結
- Arnold Harberger's UCLA web page （页面存档备份，存于）
- Interview at the Minneapolis Fed, March 1999
- Video Collection from NewMedia Universidad Francisco Marroquín （页面存档备份，存于）
- Honorary Doctoral Degrees, Universidad Francisco Marroquín